# Icosaedru triambic medial
În geometrie icosaedrul triambic medial este un poliedru stelat compus din 20 de hexagoane cu fețe neregulate care se intersectează. Are 60 de laturi, 24 de vârfuri și caracteristica Euler de −16. Este un izoedru, ceea ce înseamnă că toate fețele sale sunt simetrice între ele. Este dualul dodecadodecaedrului ditrigonal.

Fețele izoedrice. Vârfurile din zonele concave sunt de fapt în interiorul poliedrului, așa că nu sunt vizibile, astfel că nici nu sunt considerate vârfuri ale poliedrului.

Vizual este identic cu marele icosaedru triambic, astfel că în The Fifty-Nine Icosahedra sunt considerate aceeași stelare și au același simbol, De2f2. Aceste poliedre pot fi deosebite doar prin marcarea căror intersecții dintre laturi sunt vârfuri adevărate și care nu sunt. În imaginea din casetă vârfurile adevărate sunt marcate cu sfere aurii. Spre deosebire de marele icosaedru triambic, în zonele concave în formă de Y intersecțiile laturilor nu sunt considerate vârfuri, ca umare icosaedrul triambic medial are doar 24 de vârfuri, față de 32, câte are marele icosaedru triambic. Structura internă a celor două forme diferă dacă fețele sunt formate pe baza regulii par–impar.
Anvelopa convexă trece prin doar 12 vârfuri și este un icosaedru regulat.

## Mărimi asociate

### Unghiuri
Fețele sunt hexagoane neregulate, cu unghiuri alternante de {\displaystyle \arccos(-{\frac {1}{4}})+120^{\circ }\,\approx 224,477\,512\,185\,93^{\circ }} și {\displaystyle \arccos({\frac {1}{4}})-60^{\circ }\approx 15,522\,487\,814\,07^{\circ }}.
Unghiul diedru este de {\displaystyle \arccos(-{\frac {1}{3}})\approx 109,471\,220\,634\,49^{\circ }.}

### Coordonate carteziene
Coordonatele carteziene ale vârfurilor marelui icosaedru triambic cu lungimea laturii 1, centrat în origine, sunt toate permutările pare ale:
{\displaystyle \left(\,\pm (1+\varphi ),\,\pm \varphi ,\,0\,\right)}
{\displaystyle \left(\,\pm (\varphi -1),\,\pm (2-\varphi ),\,0\,\right)}
{\displaystyle \left(\,\pm {\frac {\sqrt {5}}{5}},\,\pm {\frac {\sqrt {5}}{5}}\,\pm {\frac {\sqrt {5}}{5}}\,\right)}
unde {\displaystyle \varphi ={\frac {1+{\sqrt {5}}}{2}}} este secțiunea de aur.

### Raza sferei înscrise
Raza sferei înscrise pentru lungimea laturii a este:
{\displaystyle r={\frac {\sqrt {3}}{3}}\,a\approx 0,577350\,a.}

## Forme înrudite

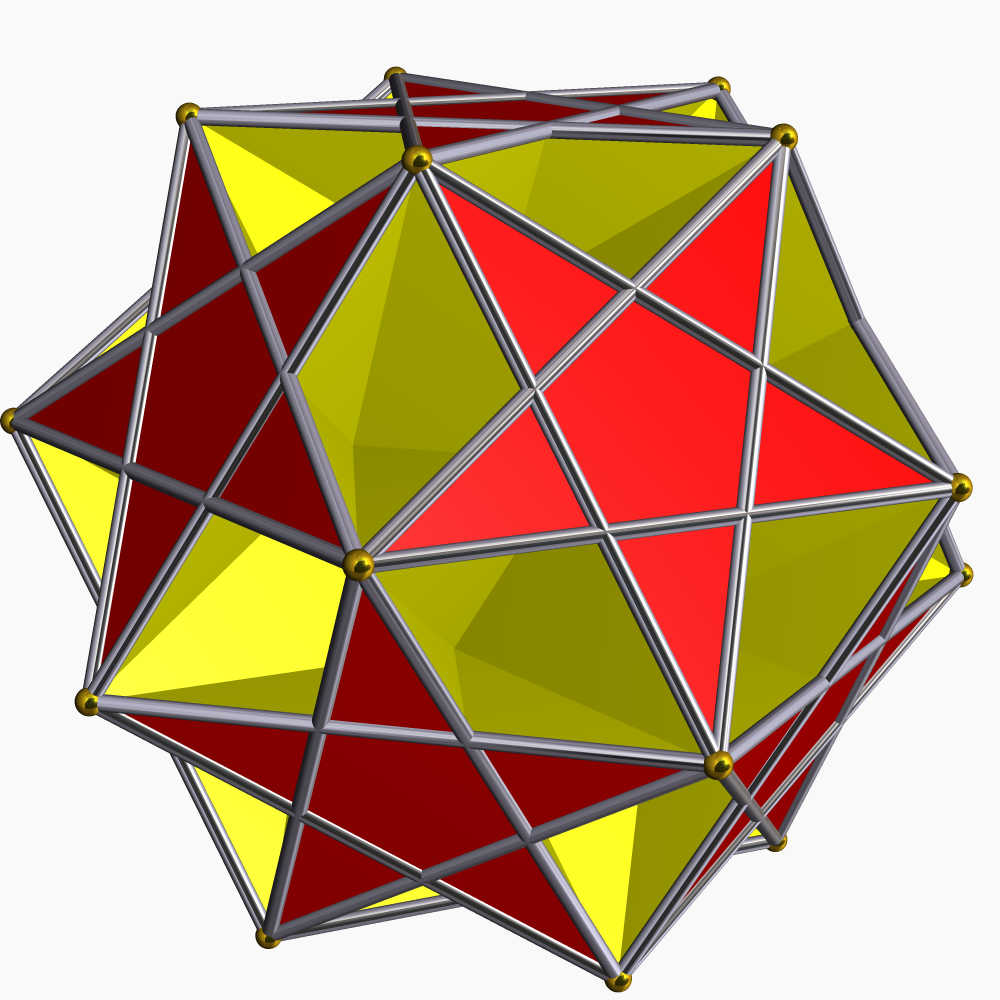
Dual: Dodecadodecaedru ditrigonal

### Poliedru dual
Dualul său este dodecadodecaedrul ditrigonal, care este poliedrul uniform U41.

### Stelare

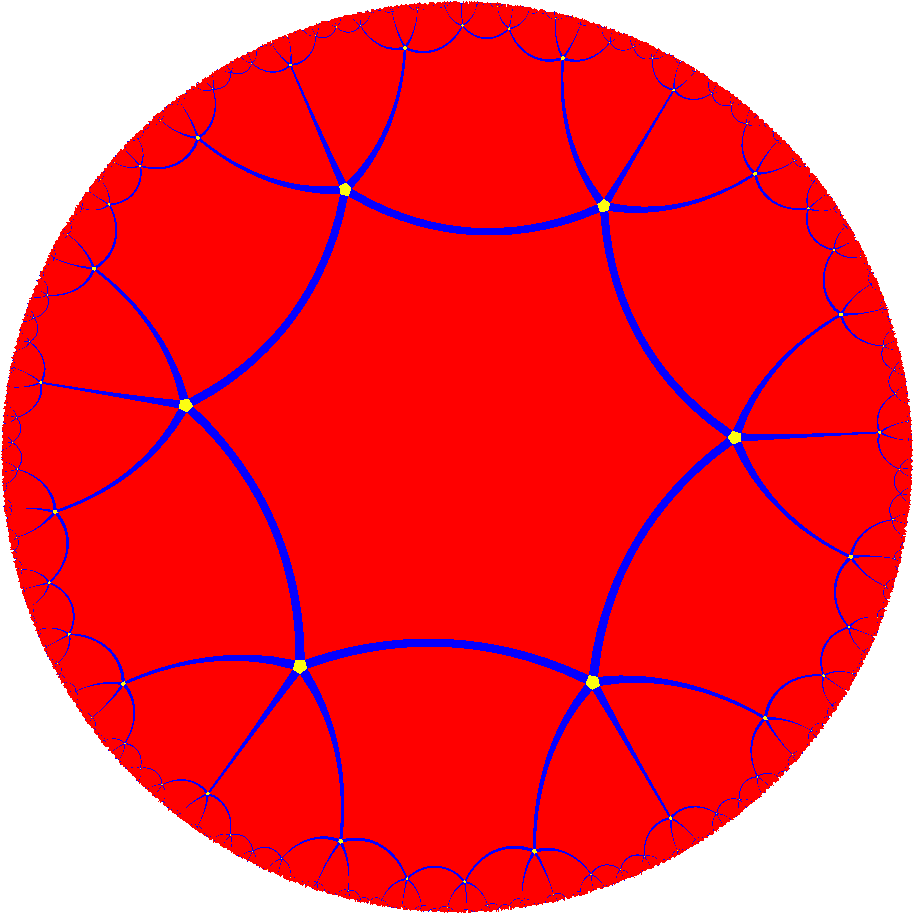
Pavare hiperbolică hexagonală de ordinul 5

După Wenninger, este al 34-lea model al său, a noua stelare a icosaedrului.

Diagrama de stelare
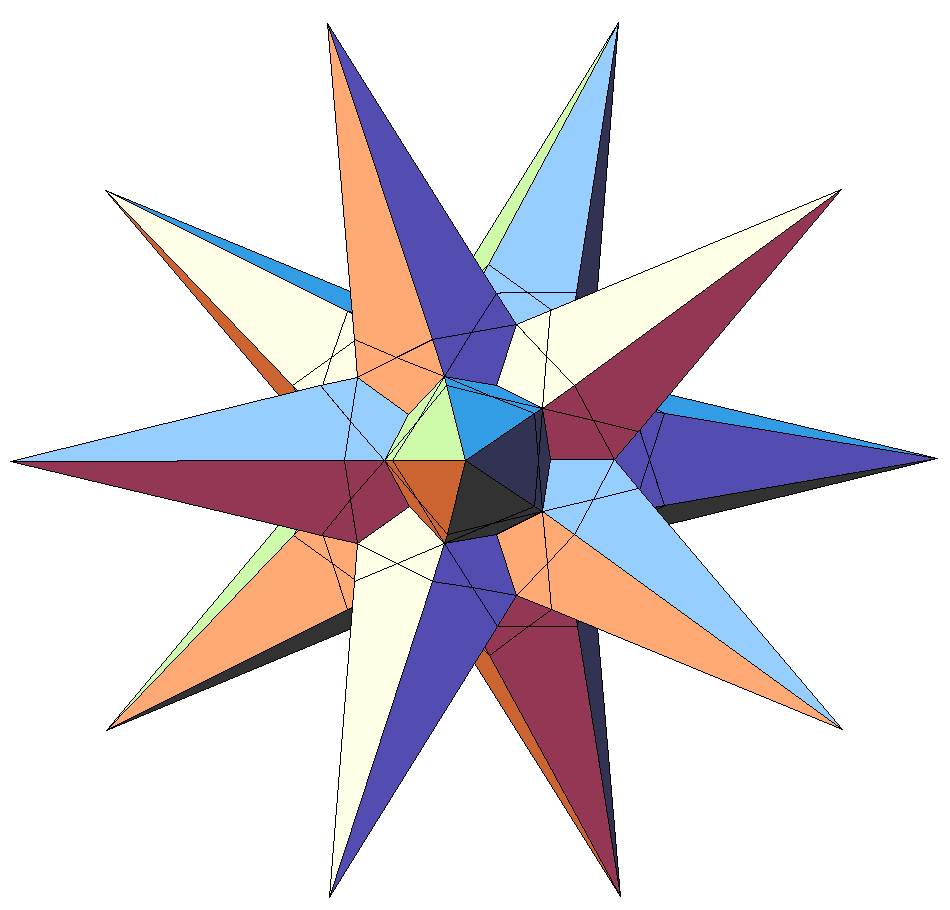
A noua stelare
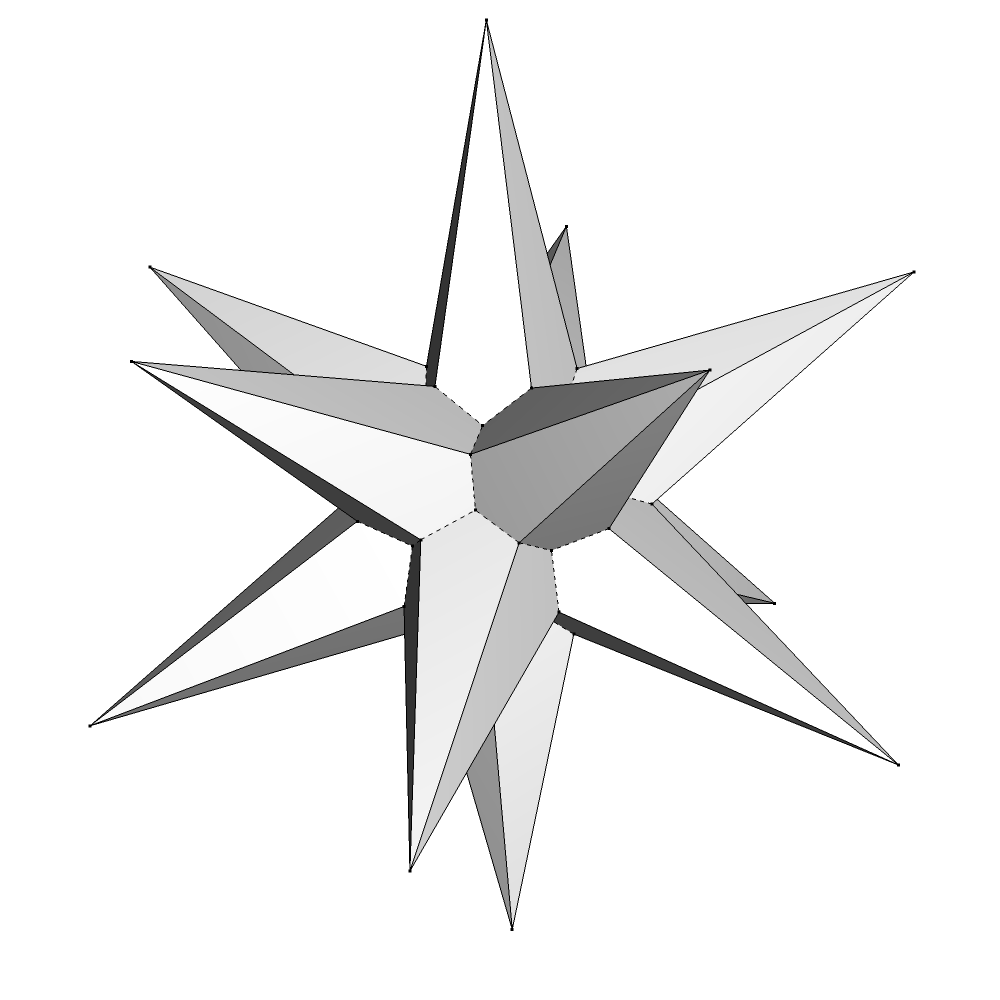
A noua stelare

### Pavare
Spre deosebire de marele icosaedru triambic, icosaedrul triambic medial este topologic un poliedru regulat de indice doi. Prin distorsionarea fețelor hexagonale în hexagoane regulate, se obține spațiul cât⁠(d) hiperbolic al pavării hexagonale de ordinul 5: